# Shinpa
Shinpa (新破) é um kata do caratê, que foi criado por Kenwa Mabuni (fundador do estilo Shito-ryu), com o escopo de sintetizar e preservar o aracabouço técnico recebido do mestre Kanbun Uechi, do estilo Uechi-ryu.

## História
Em Oquinaua, na década de 1930, o mestre Kenwa Mabuni, interessado em aumentar seus conhecimentos sobre as artes marciais e porque o mestre Kanbun Uechi era raputado experto nas técnicas de kyusho, foi treinar com o fundador do estilo Pangainoon (como era conhecido o Uechi-ryu). Naquele período, o mestre Uechi executava um kata deniminado Palimpe, que tinha aprendido em China.